# 地域安全学会
一般社団法人地域安全学会（地域安全学会、英称：Institute of Social Safety Scienece、略称 ISSS）は、生活者の立場から地域社会の安全問題を考え、地域社会の安全性の向上に寄与することを目的として、1986年（昭和61年）12月に設立された日本の学会。日本学術会議協力学術研究団体。2013年4月1日に一般社団法人となった。

## 活動
主な活動内容は以下の通り。
- 研究発表会
- 地域安全学会論文集・梗概集の刊行
- 災害調査および安全問題に関する研究の推進
- 公開シンポジウムの開催
- 図書出版、会報による広報活動
- 自治体や企業への講師派遣と防災活動支援

## 沿革
1984年にパロアルトで開かれた、都市防災に関わる日米の研究者によるワークショップ（第1回日米都市防災会議）で、3～4年毎に日米交互にホストとなって都市防災会議を開こうという合意がなされ、それに対する日本側の受け皿機構として、1988年に日本がホストとなって清水市で第2回会議を開催することをきっかけに設立された。
設立当初は、災害研究のほかに犯罪研究も射程としており、災害研究者の呼びかけに応え、犯罪研究者が学会に参加していたが、後に、犯罪の研究については新しい学会が設立され、防犯研究者の参加は少なくなった。
- 1986年 - 地域安全学会設立発起人会開催、地域安全学会設立総会開催[3]
- 1987年 - ニューズレター創刊号発行[3]
- 1991年 - 講演梗概集創刊[3]
- 1999年 - 論文集創刊、論文賞・論文奨励賞創設[3]
- 2002年 - 日本学術会議の学術研究団体として登録 [3]
- 2007年 - 技術賞創設[3]
- 2012年 - 年間優秀論文賞・優秀発表賞創設[3]
- 2013年 - 一般社団法人として認可[3]

## 歴代会長
1. 伊藤滋（1986年度）[2]
2. 片山恒雄（1987年度 - 1988年度）[2]
3. 村上雅也（1989年度）[2]
4. 梶秀樹（1990年度 - 1991年度）[2]
5. 高野公男（1992年度）[2]
6. 村上處直（1993年度 - 1994年度）[2]
7. 亀田弘行（1995年度 - 1996年度）[2]
8. 濱田政則（1997年度 - 1998年度）[2]
9. 熊谷良雄（1999年度 - 2002年度）[2]
10. 林春男（2003年度 - 2004年度）[2]
11. 翠川三郎（2005年度 - 2006年度）[2]
12. 山崎文雄（2007年度 - 2008年度）[3]
13. 重川希志依（2009年度 - 2011年度）[3]
14. 宮野道雄（2012年度 - 2013年度）[3]
15. 立木茂雄（2014年度 - 2015年度）[3]
16. 糸井川栄一（2016年度 - 2017年度）[3]
17. 目黒公郎（2018年度 - ）